# Kazachstan op de Olympische Spelen

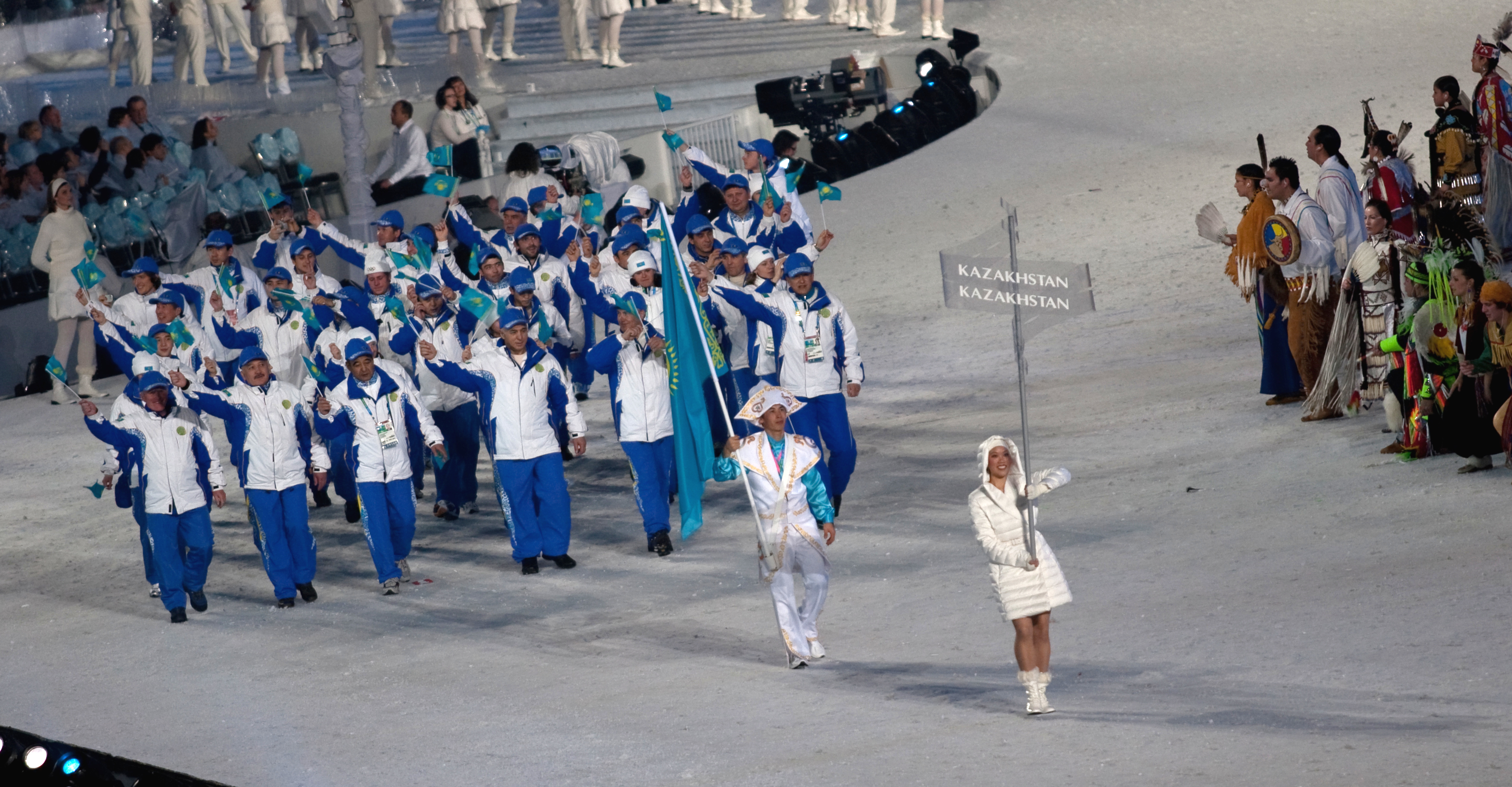
Ploeg van Kazachstan bij de opening van de Olympische Winterspelen 2010

Kazachstan is een van de landen die deelnemen aan de Olympische Spelen. Kazachstan debuteerde op de Winterspelen van 1994. Twee jaar later, in 1996, kwam het land voor het eerst uit op de Zomerspelen.
Tot 1991 was het land als de SSR Kazachstan onderdeel van de Sovjet-Unie, en namen de Kazachen (eventueel) deel als lid van het Sovjetteam. In 1992 werd er zowel op de Winter- als Zomerspelen deelgenomen met het Gezamenlijk team op de Olympische Spelen.
In 2012 nam Kazachstan voor de achtste keer deel aan de Winterspelen. Parijs 2024 was de achtste deelname aan de Zomerspelen. Het is een van de 44 landen die zowel op de Winter- als de Zomerspelen een medaille haalden.

## Medailles en deelnames
De tabel geeft een overzicht van de jaren waarin werd deelgenomen, het aantal gewonnen medailles en de eventuele plaats in het medailleklassement.
| Zomerspelen | Zomerspelen | Zomerspelen | Zomerspelen | Zomerspelen | Zomerspelen |        | Winterspelen | Winterspelen | Winterspelen | Winterspelen | Winterspelen | Winterspelen |
| Jaar        | Goud        | Zilver      | Brons       | Totaal      | Rang        | Jaar   | Goud         | Zilver       | Brons        | Totaal       | Rang         |              |
| 1996        | 3           | 4           | 4           | 11          | 24          | 1994   | 1            | 2            | 0            | 3            | 12           |              |
| 2000        | 3           | 4           | 0           | 7           | 22          | 1998   | 0            | 0            | 2            | 2            | 20           |              |
| 2004        | 1           | 4           | 3           | 8           | 40          | 2002   | 0            | 0            | 0            | 0            | -            |              |
| 2008        | 2           | 3           | 4           | 9           |             | 2006   | 0            | 0            | 0            | 0            | -            |              |
| 2012        | 3           | 1           | 7           | 11          |             | 2010   | 0            | 1            | 0            | 1            | 25           |              |
| 2016        | 2           | 5           | 10          | 17          | 30          | 2014   | 0            | 0            | 1            | 1            | 26           |              |
| 2020        | 0           | 0           | 8           | 8           | 83          | 2018   | 0            | 0            | 1            | 1            | 28           |              |
| 2024        | 1           | 3           | 3           | 7           | 43          | 2022   | 0            | 0            | 0            | 0            | -            |              |
| Totaal      | 15          | 24          | 39          | 78          |             | Totaal | 1            | 3            | 4            | 8            |              |              |
| Tot. Z+W    | 16          | 27          | 43          | 86          |             |        |              |              |              |              |              |              |

2008: van oorspronkelijk 2-4-7 aangepast naar 2-3-4
2012: van oorspronkelijk 7-1-5 aangepast naar 3-1-7
2016: van oorspronkelijk 3-5-9 aangepast naar 3-5-10
Ontnomen medailles
| Editie | Sport         | Olympiër             | Onderdeel                     | Medaille |
| ------ | ------------- | -------------------- | ----------------------------- | -------- |
| 2008   | Gewichtheffen | Ilya Ilin            | tot 94 kg (m)                 | Goud     |
| 2008   | Gewichtheffen | Irina Nekrassova     | tot 63 kg (v)                 | Zilver   |
| 2008   | Gewichtheffen | Mariya Grabovetskaya | boven 75 kg (v)               | Brons    |
| 2008   | Worstelen     | Asset Mambetov       | grieks-romeins, tot 96 kg (m) | Brons    |
| 2008   | Worstelen     | Taimuraz Tigiyev     | vrije stijl, tot 96 kg (m)    | Zilver   |
| 2012   | Gewichtheffen | Ilja Ilin            | tot 94 kg (m)                 | Goud     |
| 2012   | Gewichtheffen | Zoelfia Tsjinsjanlo  | tot 53 kg (v)                 | Goud     |
| 2012   | Gewichtheffen | Maija Maneza         | tot 63 kg (v)                 | Goud     |
| 2012   | Gewichtheffen | Svetlana Podobedova  | tot 75 kg (v)                 | Goud     |

Afghanistan · Albanië · Algerije · Amerikaans-Samoa · Amerikaanse Maagdeneilanden · Andorra · Angola · Antigua en Barbuda · Argentinië · Armenië · Aruba · Australië · Azerbeidzjan · Bahama's · Bahrein · Bangladesh · Barbados · België · Belize · Benin · Bermuda · Bhutan · Bolivia · Bosnië en Herzegovina · Botswana · Brazilië · Britse Maagdeneilanden · Brunei · Bulgarije · Burkina Faso · Burundi · Cambodja · Canada · Centraal-Afrikaanse Republiek · Chili · China · Chinees Taipei · Colombia · Comoren · Congo-Brazzaville · Congo-Kinshasa · Cookeilanden · Costa Rica · Cuba · Cyprus · Denemarken · Djibouti · Dominica · Dominicaanse Republiek · Duitsland · Ecuador · Egypte · El Salvador · Equatoriaal-Guinea · Eritrea · Estland · Ethiopië · Fiji · Filipijnen · Finland · Frankrijk · Gabon · Gambia · Georgië · Ghana · Grenada · Griekenland · Groot-Brittannië · Guam · Guatemala · Guinee · Guinee-Bissau · Guyana · Haïti · Honduras · Hongarije · Hongkong · Ierland · IJsland · India · Indonesië · Irak · Iran · Israël · Italië · Ivoorkust · Jamaica · Japan · Jemen · Jordanië · Kaaimaneilanden · Kaapverdië · Kameroen · Kazachstan · Kenia · Kirgizië · Kiribati · Koeweit · Kosovo · Kroatië · Laos · Lesotho · Letland · Libanon · Liberia · Libië · Liechtenstein · Litouwen · Luxemburg · Madagaskar · Malawi · Malediven · Maleisië · Mali · Malta · Marokko · Marshalleilanden · Mauritanië · Mauritius · Mexico · Micronesië · Moldavië · Monaco · Mongolië · Montenegro · Mozambique · Myanmar · Namibië · Nauru · Nederland · Nepal · Nicaragua · Nieuw-Zeeland · Niger · Nigeria · Noord-Korea · Noord-Macedonië · Noorwegen · Oeganda · Oekraïne · Oezbekistan · Oman · Oost-Timor · Oostenrijk · Pakistan · Palau · Palestina · Panama · Papoea-Nieuw-Guinea · Paraguay · Peru · Polen · Portugal · Puerto Rico · Qatar · Roemenië · Rusland · Rwanda · Saint Kitts en Nevis · Saint Lucia · Saint Vincent en de Grenadines · Salomonseilanden · Samoa · San Marino · Saoedi-Arabië · Sao Tomé en Principe · Senegal · Servië · Seychellen · Sierra Leone · Singapore · Slovenië · Slowakije · Somalië · Spanje · Sri Lanka · Soedan · Suriname · Swaziland · Syrië · Tadzjikistan · Tanzania · Thailand · Togo · Tonga · Trinidad en Tobago · Tsjaad · Tsjechië · Tunesië · Turkije · Turkmenistan · Tuvalu · Uruguay · Vanuatu · Venezuela · Verenigde Arabische Emiraten · Verenigde Staten · Vietnam · Wit-Rusland · Zambia · Zimbabwe · Zuid-Afrika · Zuid-Korea · Zuid-Soedan · Zweden · Zwitserland
Historische landen: Bohemen · Bondsrepubliek Duitsland · Brits-Indië · Duitse Democratische Republiek · Joegoslavië · Malaya · Nederlandse Antillen · Noord-Borneo · Noord-Jemen · Saarland · Servië en Montenegro · Sovjet-Unie · Tsjecho-Slowakije · West-Indische Federatie · Zuid-Jemen
Bijzondere deelnames: Onafhankelijke olympische atleten · Vluchtelingenteam 
 Australazië · Duits Eenheidsteam · Gemengd team · Gezamenlijk Team